# برينسيبيس

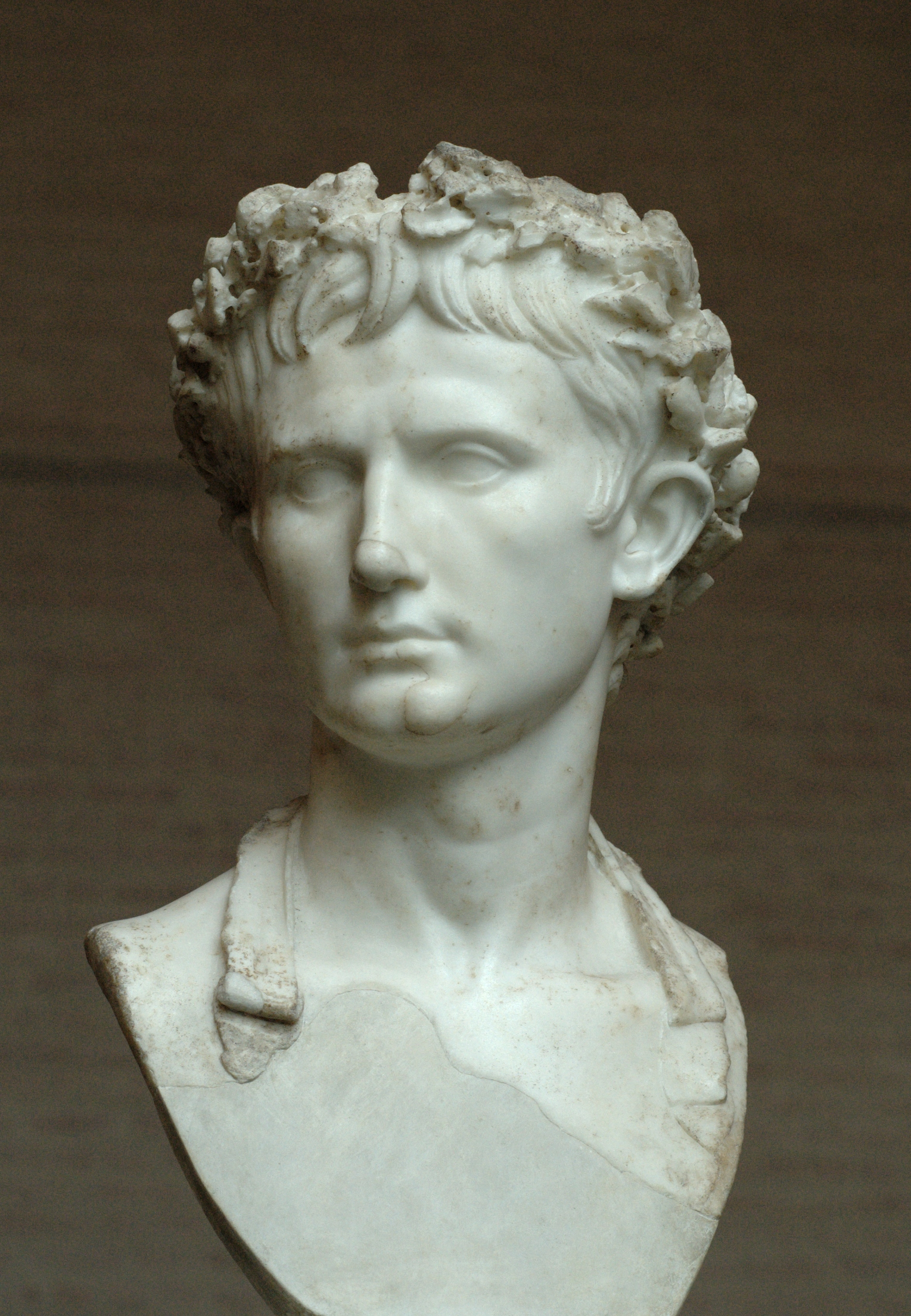
تمثال نصفي للإمبراطور أوغسطس بيفيلاكوا غليبتوثيك مع التاج المدني، فترة حكمه.

برينسيبيس هل كلمة لاتينية تعني "الأول في الوقت أو الترتيب، الأول، الأهم، قائد، الأبرز، المميز أو النبيل; الرجل الأول، الشخص الأول". كلقب، نشأت «برينسيبيس» في الجمهورية الرومانية حيث تم تعيين العضو القيادي في مجلس الشيوخ برينسيبيس سينايتوس. إرتبط في المقام الأول مع الأباطرة الرومان كعنوان غير رسمي اعتمده أغسطس في 23 ق.م. استمر استخدامه في هذا السياق حتى عهد ديوكلتيانوس في نهاية القرن الثالث. فضل لقب دومانوس، بمعنى «السيد». ونتيجة لذلك، سميت الإمبراطورية الرومانية من أغسطس إلى ديوكلتيانوس  «برينسيبيس» ومن ديوكلتيانوس فصاعدا «دومانوس». عنوان العصور الوسطى «الأمير» مشتق من برينسيبيس.